# Arrondissement Thonon-les-Bains
Thonon-les-Bains (Savoyaards: Tonon) is een arrondissement van het Franse departement Haute-Savoie in de regio Auvergne-Rhône-Alpes. De onderprefectuur is Thonon-les-Bains.
Tussen 1860 (de aanhechting bij Frankrijk) en het einde van de Eerste Wereldoorlog lag het arrondissement in de Grande Zone Franche, een douanevrije zone met Zwitserland.

## Kantons
Het arrondissement was tot 2014 samengesteld uit de volgende kantons:
- Kanton Abondance
- Kanton Le Biot
- Kanton Boëge
- Kanton Douvaine
- Kanton Évian-les-Bains
- Kanton Thonon-les-Bains-Est
- Kanton Thonon-les-Bains-Ouest

Na de herindeling van de kantons bij decreet van 13 februari 2014, met uitwerking op 22 maart 2015, omvat het volgende kantons :
- Kanton Évian-les-Bains  ( deel 31/33 )
- Kanton Sciez
- Kanton Thonon-les-Bains